# Kartellverband katholischer deutscher Studentenvereine
Der Kartellverband katholischer deutscher Studentenvereine (KV) ist ein deutscher Korporationsverband von etwa 65 aktiven Studentenverbindungen in Deutschland, Österreich, der Schweiz und Italien. In Deutschland hat der KV etwa 16.000 Kartellangehörige.

## Geschichte

### Entstehung
Die Ursprünge des Verbandes liegen in einem 1863 gegründeten Kartell katholischer Studentenverbindungen, welches bereits im selben Jahr wieder auseinanderbrach. In der Folge gründeten die farbentragenden Verbindungen den Cartellverband der katholischen deutschen Studentenverbindungen (CV), die nichtfarbentragenden Vereine 1865 den Kartellverband katholischer deutscher Studentenvereine (KV). Der Verband selbst führt sein Gründungsdatum jedoch auf die älteste Mitgliedskorporation, den KStV Askania-Burgundia  zurück, der 1853 als Katholischer Leseverein in Berlin gegründet wurde.
Der Verband sieht folgende fünf Katholischen Studentenvereine als seine Gründungsvereine in ihrer verbandsinternen Reihenfolge an:
- KStV Askania-Burgundia im KV zu Berlin, gegründet 1853 aus dem Berliner Leseverein, im Jahr 1981 aus der Fusion von KStV Askania Berlin und dem KStV Burgundia-Stuttgart Berlin entstanden.
- KStV Unitas-Breslau im KV zu Köln, gegründet in Breslau
- KStV Arminia im KV zu Bonn
- KStV Germania im KV zu Münster
- KStV Walhalla im KV zu Würzburg

Daneben werden auch
- KStV Normannia im KV zu Würzburg und
- KSStV Alemannia im KV zu München als Gründungsvereine gezählt. Diese hatten zu Beginn der 1890er Jahre die Gründung des Kartellverbands der katholischen süddeutschen Studentenvereine (SKV) initiiert, der am 1. April 1920 mit dem KV verschmolz.

In den Jahren nach der Gründung wuchs der Verband zunächst nur langsam, erwarb jedoch bald, auch aufgrund seiner Arbeit auf geistigen, religiösen und kulturellen Gebieten weiteres Ansehen. Diese unterschied ihn (wenn auch nicht in seinen grundsätzlichen Zielen) vom CV, der neben der Verfolgung geistiger und religiöser Belange vor allem auch die Pflege des studentischen Brauchtums betonte.
Während dieser Jahre kam es im Verband zu einer ersten Belastungsprobe. Streit entzündete sich an der Frage der Infallibilität des Papstes. Auch der Kulturkampf stellte eine schwere Belastung der Vereine und des Verbandes dar, aus dem sie bzw. er jedoch gestärkt hervorgingen.
Um die Jahrhundertwende führte die gestiegene Anerkennung unter den Studierenden zu einem steilen Anstieg der Mitgliedszahlen. Dies war jedoch auch auf die massiv steigenden Studentenzahlen zurückzuführen. Bei Ausbruch des Ersten Weltkrieges bestand der KV aus 51 ordentlichen und drei befreundeten Vereinen.

### Der Verband in der Weimarer Zeit

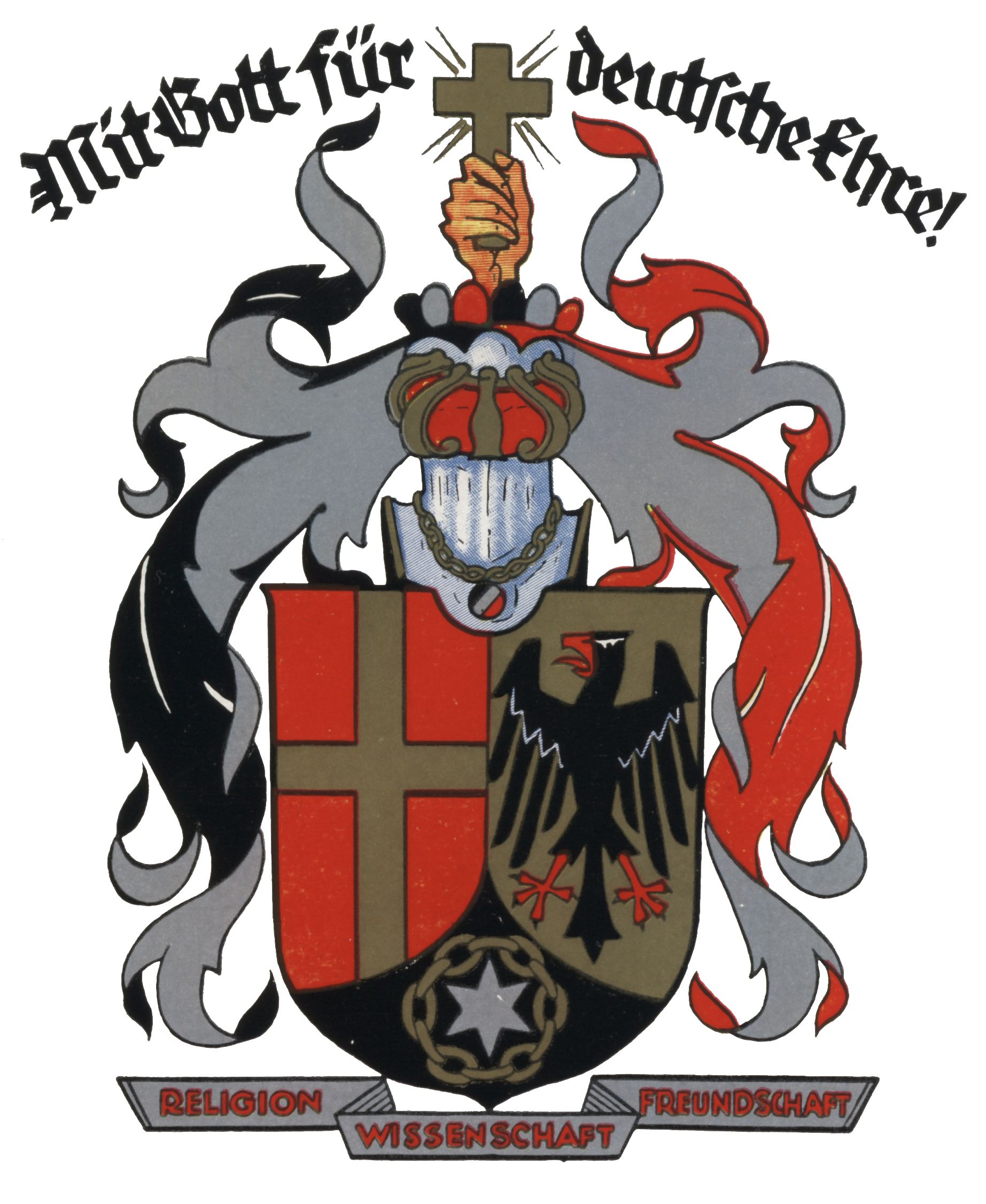
Wappen des KVs mit Helmzier und dem nach 1949 außer Gebrauch geratenen Wahlspruch

Nach dem Ersten Weltkrieg kam es zu einem außerordentlichen Hochschnellen der Studentenzahlen aufgrund der Rückkehr der Kriegsteilnehmer. Auch die katholischen Korporationen erhielten so einen starken Zustrom von Studenten. Es kam zur Gründung zahlreicher neuer Vereine.
Bis zum Ende des Ersten Weltkrieges beschränkte sich der Verband auf das Gebiet des damaligen Deutschen Reiches. Nun wurden weitere österreichische Vereine in Wien und Graz aufgenommen.
Zum 1. April 1920 verschmolz der KV mit dem Kartellverbands der katholischen süddeutschen Studentenvereine (SKV), er wuchs um dessen Gründungsbünde KStV Normannia Würzburg und KSStV Alemannia München sowie KStV Germania Freiburg, KStV Ripuaria Heidelberg, KStV Rheno-Frankonia Straßburg (heute KStV Rheinpfalz Köln) und KStV Karolingia.  Laut Vertrag haben die Verbindungen all ihre Rechte behalten, so darf Alemannia das Tönnchen tragen und ist wie Normannia Würzburg den anderen KV Gründungsvereinen gleichgestellt, ferner erfolgte die Verschmelzung unter Wahrung der süddeutschen Eigenart.
1921 erfolgte erstmals die Wahl eines eigenständigen Philisterausschusses, nachdem diese Frage bereits seit Jahrzehnte diskutiert worden war. Seit 1913 sind die Kartellvereine zur Gründung eines Philistervereines verpflichtet. Das Prinzip des Lebensbundes fand damit auch in der Organisationsform seinen Niederschlag. Ab 1930 wurde infolge der Weltwirtschaftskrise eine Stagnation der Mitgliederzahlen festgestellt.
In der politischen Weimarer Republik ist der KVer Wilhelm Marx hervorzuheben, der mit insgesamt 37 Monaten Amtszeit als Reichskanzler der Längstamtierende in dieser Funktion war.

### Die Zeit des Nationalsozialismus

Verbot der Korporationsverbände vom 6. Juli 1938

„Was weder der Kulturkampf nach 1879 noch der akademische Kulturkampf um 1905 fertiggebracht hatten, gelang 1933 den nationalsozialistischen Machthabern“, urteilte 1955 M. Luible, der ehemalige Schriftleiter der Akademischen Monatsblätter (AM), dem seit 1888 erscheinenden Verbandsorgan des KV. Fehleinschätzung einer totalitären Herrschaft, Fehlinformationen und bewusste Täuschung führten den Verband wie das ganze Land ins Verhängnis. Als die katholischen Bischöfe im März 1933 ihren Widerstand gegen die nationalsozialistische Machtergreifung aufgaben, erlahmte bei vielen KVern der Willen zum Widerstand. Der Abschluss des Reichskonkordats tat sein Übriges.
Es gab vor allem unter den jüngeren studentischen Mitgliedern zeitweise eine große Bereitschaft, sich dem Nationalsozialismus zuzuwenden. Im Mai 1933 berichtete der Jurist Karl Bachem über eine Wochenendtagung des KV in Köln: „Die Aussprache ergab, daß auch im KV eine ganz überwältigende Strömung dahingeht, in den Nationalsozialismus unterzutauchen. Es scheint kein Halten mehr zu sein. Aus einer ganzen Reihe von Vereinen wurde berichtet, daß sie schon fast geschlossen oder zum überwiegenden Teil zu den SA übergegangen sind.“
Aber auch diese Bereitschaft zur Selbstgleichschaltung konnte den erzwungenen Untergang des KV nicht aufhalten. Zu Beginn der nationalsozialistischen Zeit, als die Korporationen noch nicht verboten waren, wurden diese von den Machthabern dazu angehalten, größere Verbände zu bilden. Nach dementsprechenden Gesprächen wurde am 1. September 1933 in Frankfurt am Main ein Abkommen über den Zusammenschluss des Ring Katholischer Deutscher Burschenschaften (RKDB) und des KV geschlossen. Als gemeinsamer Name aller Verbandsverbindungen wurde „Katholische Burschenschaft“ festgelegt. Dieser Zusammenschluss blieb nicht ohne Kritik. Von Innen heraus wurde kritisiert, dass sich ein farbentragender und ein nicht-farbentragender Verband zusammengeschlossen hatten. Von außen kamen Angriffe vor allem gegen den Namen, insbesondere von Seiten der Deutschen Burschenschaft (DB). Der Zusammenschluss blieb jedoch nicht von langer Dauer. Bereits kurze Zeit später wurde von zahlreichen ehemaligen RKDB-Verbindungen der Austritt versucht.
Wegen der herrschenden Spannungen zwischen Deutschland und Österreich kam es 1933 auch zum Bruch zwischen den Österreichischen Kartellvereinen und dem Verband; nach der Gründung des ÖCV kam es am 24. Juli 1933 zur Gründung des ÖKV, nachdem die bodenständig österreichischen Verbindungen durch die reichsdeutsche Verbandsleitung gehindert wurden, im österreichischen, vaterländischen Sinne zu arbeiten. Man verlieh jedoch der Hoffnung Ausdruck, nach der Entspannung der politischen Gegensätze (gemeint war das Ende des Nationalsozialismus) eine Wiedervereinigung der Verbände herbeiführen zu können.
Der Einmarsch Hitlers in Österreich setzte diesem Vorhaben ein schnelles Ende. Der „Stillhaltekommissar für Organisationen, Vereine und Verbände“ verfügte am 20. Juni 1938 das Verbot des ÖKV, die endgültige Auflösung zog sich allerdings bis 1939 hin. Der Verband wurde nach dem Krieg sofort wiederbegründet. Organisation und Zielsetzung entsprechen weitgehend dem KV, doch tritt eine betont österreichische Grundkonzeption hinzu. Der ÖKV ist heute mit dem KV über ein Freundschafts- und Arbeitsabkommen verbunden und wie dieser Mitglied im Europäischen Kartellverband.

### Nachkriegszeit
Der Verband wurde nach dem Krieg ab 1945 wieder allmählich aufgebaut. Viele KVer dienten direkt in politischen Gremien der neu entstehenden Bundesrepublik als Kanzler, Ministerpräsidenten und Minister. Die bekanntesten unter ihnen waren Konrad Adenauer und Joseph Aloisius Ratzinger alias Benedikt XVI. Im Parlamentarischen Rat waren acht Abgeordnete Mitglieder im KV: Konrad Adenauer, Heinrich von Brentano, Albert Finck, Lambert Lensing, Anton Pfeiffer, Josef Schwalber, Felix Walter und Ernst Wirmer.
Auch im Bundesverfassungsgericht setzten sich KVer für die freiheitliche demokratische Grundordnung ein, Gebhard Müller als Präsident, Ernst-Wolfgang Böckenförde und Paul Kirchhof als Richter in teilweise richtungsweisenden Entscheidungen.
Nach den 1968er-Jahren reformierte sich der Kartellverband von Grund auf. Wesentliche Neuerung war die Möglichkeit der Mitgliedskorporationen, in Sonderfällen nichtkatholische Christen aufzunehmen.
Der KV ist Mitglied in der Arbeitsgemeinschaft katholischer Studentenverbände, in der Katholischen Akademikerarbeit Deutschlands sowie in der Arbeitsgemeinschaft akademischer Verbände.
Das Tragen von Farben in Form von Bändern und Mützen ist im Verband umstritten. Nachdem einige Verbindungen bereits seit längerem bei internen Veranstaltungen und vereinzelt auch externen Veranstaltungen Band trugen, was im Widerspruch zu den Statuten des Verbandes stand, wurde im Frühjahr 2013 eine Regelung verabschiedet, die das Tragen von Couleur nicht mehr kompromisslos unterbindet. Diese Regelung wurde im Oktober 2015 für satzungswidrig erklärt und damit wieder abgeschafft. Der KV ist somit wieder nur farbenführend.

## Prinzipien
Die Prinzipien des KV und seiner Kartellvereine sind „Religion, Wissenschaft und Freundschaft“. Der österreichische Schwesterverband Kartellverband katholischer nichtfarbentragender akademischer Vereinigungen Österreichs (ÖKV) fügt diesen noch das Prinzip Patria (Vaterland) an.
Im Sinne des Grundsatzes Religion versteht sich der Kartellverband als eine auf katholischem Glaubensverständnis gegründete und aus katholischer Glaubensinitiative hervorgehende Gemeinschaft von in Kartellvereinen zusammengeschlossenen Kartellangehörigen, die bestrebt sind, miteinander aus dem Glauben an Christus zu leben und sich diesem Glauben entsprechend in den verschiedenen gesellschaftlichen Bereichen zu engagieren.
Im Sinne des Grundsatzes Wissenschaft erstrebt der Kartellverband in Offenheit für die vielfältigen weltanschaulichen Positionen eine über das Fachwissen hinausgehende Bildung der Kartellangehörigen, die vom Bewusstsein der sozialen Verpflichtung getragen und mit dem Bemühen um die Bewältigung für die Gesellschaft bedeutsamer Aufgaben und Funktionen verbunden ist.
Im Sinne des Grundsatzes Freundschaft bietet der Kartellverband den Kartellangehörigen die Möglichkeit, eine über sachbezogene Zusammenarbeit hinausgehende Zuwendung zum anderen zu verwirklichen und dadurch ein höheres Maß an Verständnis und Toleranz auch für die Überzeugungen Andersdenkender zu erreichen; daraus erwächst kartellbrüderliche Verbundenheit.

## Georg-von-Hertling-Medaille
Mit der Georg-von-Hertling-Medaille ehrt der Kartellverband katholischer deutscher Studentenvereine Persönlichkeiten, die in herausragendem Maße die christliche Glaubensüberzeugung durch ihr wissenschaftliches, politisches, literarisches oder künstlerisches Lebenswerk haben wirksam werden lassen. Der Preis ist benannt nach dem Historiker und Politiker Georg von Hertling, der maßgeblich an der Gründung des Kartellverbands beteiligt war.
Die bisherigen Preisträger sind:
- 1987: Alfons Goppel, Ministerpräsident von Bayern
- 1991: Benedikt XVI., Papst, bei Verleihung Präfekt der Glaubenskongregation
- 1996: Sigitas Tamkevičius, litauischer Erzbischof
- 2001: Paul Kirchhof, Richter des Bundesverfassungsgerichts a. D.
- 2003: Wilhelm Schreckenberg, Historiker und Pädagoge
- 2007: Józef Mirosław Życiński, Erzbischof von Lublin (Polen)
- 2010: Ernst-Wolfgang Böckenförde, Richter des Bundesverfassungsgerichts a. D.
- 2011: Wolfgang Löhr, Stadtarchivdirektor a. D.

## Mitgliedsvereine
Eine aktuelle Liste aller Mitgliedsvereine, nach Städten gegliedert, ist hier zu finden: Liste der Mitgliedsvereine des KV.

## Mitgliedschaften
Der KV ist Mitglied im Europäischen Kartellverband der christlichen Studentenverbände (EKV) und in der Arbeitsgemeinschaft katholischer Studentenverbände (AGV).

## Verhältnisverträge

### DerWeiße Ring
Mitglieder waren: Arminia Bonn, Bavaria Freiburg, Palatia Heidelberg, Rheno-Bavaria München und Winfridia Göttingen.

### DasRhein-Neckar-Kartell
Mit Rhein-Neckar-Kartell wird der Zusammenschluss der KV-Verbindungen in Heidelberg und Mannheim bezeichnet. Es wurde aufgrund der geografischen Nähe geschlossen. Man versucht auch, damit stärker auf die Verbandspolitik des KV Einfluss nehmen zu können. Mitglieder sind Palatia Heidelberg, Ripuaria Heidelberg und Eckart Mannheim et Ludwigshafen.

### DerHeidelberger Ring
Der Heidelberger Ring wurde im Rahmen des Heidelberger Schlosskommerses 2009 gegründet. Mitglieder sind Cimbria Münster, Frankonia-Straßburg Frankfurt, Palatia Heidelberg, Egbert Trier und Winfridia Göttingen.

## Bekannte Angehörige
Eine Aufzählung bekannter Kartellbrüder mit eigenem Wikipedia-Eintrag findet sich in der Kategorie:Korporierter im KV.